# Ніка Сандохадзе
Ніка Сандохадзе (груз. ნიკა სანდოხაძე, нар. 20 лютого 1994, Тбілісі) — грузинський футболіст, центральний захисник тбіліського «Локомотива».

## Клубна кар'єра
Вихованець «Динамо» (Тбілісі), проте до першої команди не пробився і виступав за клуби «Торпедо» (Кутаїсі) та «Локомотив» (Тбілісі). Влітку 2015 року перейшов у «Самтредію», з яким став чемпіоном та володарем Суперкубка Грузії.
У січні 2018 року приєднався до львівських «Карпат». 24 лютого 2018 року дебютував за львів'ян у виїзній грі проти одеського «Чорноморця». Втім основним гравцем не став і, зігравши за клуб лише 4 матчі до кінця сезону, влітку 2018 року перейшов на правах оренди в латвійський РФШ, де грав до кінця року, після чого повернувся до львівського клубу.

## Виступи за збірну
У 2010 році дебютував в офіційних матчах у складі юнацької збірної Грузії до 17 років у грі проти однолітків з Польщі (2:1).
У березні 2015 року зіграв один матч у складі молодіжної збірної Грузії проти збірної України U-20 (2:1).

## Досягнення
- Чемпіон Грузії: 2016
- Володар Суперкубка Грузії: 2017, 2024
- Володар Кубка Грузії: 2019, 2022